# 107 Tauri
107 Tauri är en gul jätte i Oxens stjärnbild.
107 Tau har visuell magnitud +6,50 och befinner sig på ett avstånd av ungefär 450 ljusår.